# Dactylobiotus
Genre
Dactylobiotus est un genre de tardigrades de la famille des Murrayidae.

## Liste des espèces
Selon Degma, Bertolani et Guidetti, 2013 :
- Dactylobiotus ambiguus (Murray, 1907)
- Dactylobiotus ampullaceus (Thulin, 1911)
- Dactylobiotus aquatilis Yang, 1999
- Dactylobiotus caldarellai Pilato & Binda, 1994
- Dactylobiotus dervizi Biserov, 1998
- Dactylobiotus dispar (Murray, 1907)
- Dactylobiotus grandipes (Schuster, Toftner & Grigarick, 1978)
- Dactylobiotus haplonyx Maucci, 1981
- Dactylobiotus henanensis Yang, 2002
- Dactylobiotus kansae Beasley, Miller & Shively, 2009
- Dactylobiotus lombardoi Binda & Pilato, 1999
- Dactylobiotus luci Kaczmarek, Michalczyk & Eggermont, 2008
- Dactylobiotus macronyx (Dujardin, 1851)
- Dactylobiotus octavi Guidetti, Altiero & Hansen, 2006
- Dactylobiotus parthenogeneticus Bertolani, 1982
- Dactylobiotus selenicus Bertolani, 1982
- Dactylobiotus vulcanus Kaczmarek, Schabetsberger, Litwin & Michalczyk, 2012

## Publication originale
- (en) R. O. Schuster, D. R. Nelson, A. A. Grigarick et D. Christenberry, « Systematic Criteria of the Eutardigrada », Transactions of the American Microscopical Society, Wiley, vol. 99, no 3,‎ juillet 1980, p. 284-303 (ISSN 0003-0023 et 2325-5145, DOI 10.2307/3226004).